# Sagittidiplosis
Sagittidiplosis är ett släkte av tvåvingar. Sagittidiplosis ingår i familjen gallmyggor.
Kladogram enligt Catalogue of Life:
| Sagittidiplosis | \| \| Sagittidiplosis impreta \| \| \| \| \| \| Sagittidiplosis tenua \| \| \| \| |
|                 | \| \| Sagittidiplosis impreta \| \| \| \| \| \| Sagittidiplosis tenua \| \| \| \| |
|                 | Sagittidiplosis impreta                                                           |
|                 |                                                                                   |
|                 | Sagittidiplosis tenua                                                             |
|                 |                                                                                   |